# Osjotr
Osjotr (rusky Осётр) je řeka v Moskevské, na hranici Rjazaňské a v Tulské oblasti v Rusku. Je dlouhá 228 km. Povodí řeky má rozlohu 3 480 km².

## Průběh toku
Pramení na Středoruské vysočině. Ústí zprava do Oky (povodí Volhy).

## Vodní režim
Zdrojem vody jsou převážně sněhové srážky. Průměrný roční průtok vody ve vzdálenosti 42 km od ústí činí 13,3 m³/s. Zamrzá v listopadu a rozmrzá v první polovině dubna

## Využití
Leží na ní město Zarajsk.